# Toxicocalamus buergersi
Toxicocalamus buergersi — вид отруйних змій родини аспідових (Elapidae). Ендемік Папуа Нової Гвінеї.

## Поширення й екологія
Toxicocalamus buergersi мешкають в горах Торічеллі в провінції Сандаун та в горах Принца Александра і в околицях Веваку в провінції Східний Сепік. Вони живуть в тропічних лісах, на висоті до 200 м над рівнем моря. Ведуть денний, напівриючий спосіб життя. Живляться черв'яками. Відкладають яйця.